# Sereno (patriarca di Aquileia)
Sereno, patriarca di Aquileia (VII secolo – 726), è stato un patriarca cattolico italiano.

## Biografia
Nulla si sa della vita di Sereno prima della sua elevazione alla cattedra di Aquileia: come riferisce Paolo Diacono, dopo la morte del patriarca Pietro, fu scelto Sereno
(uomo pieno di semplicità e tutto intento al servizio di Cristo)
Si ritiene che la sua nomina sia avvenuta nel 715, perché in una lettera inviatagli da papa Gregorio II il 1º dicembre 723, questi gli ricorda di avergli inviato il pallio il 
1º maggio di tale anno.